# Ledropsis koreana
Ledropsis koreana är en insektsart som beskrevs av Matsumura 1915. Ledropsis koreana ingår i släktet Ledropsis och familjen dvärgstritar. Inga underarter finns listade i Catalogue of Life.